# Brassica oleracea var. alboglabra
El kai-lan (Brassica oleracea var. alboglabra), también conocido como gai lan, brécol chino o col verde china, es una verdura con hojas gruesas, planas y brillantes de color verde azulado con tallos gruesos y un pequeño número de inflorescencias diminutas, casi vestigiales, parecidas a las del brécol. Pertenece al grupo de Brassica oleracea, cultivar del grupo "Alboglabra",  y es de la misma especie que la col verde y el brécol. Su sabor es muy parecido al de este último, pero más amargo y un poco más dulce.
El kai-lan se emplea ampliamente en la gastronomía de China, y especialmente en la cantonesa. Es común prepararlo salteado con jengibre y ajo, y hervido o al vapor con salsa de ostra. También es frecuente en la cocina vietnamita, birmana y tailandesa.